# Streptocarpus tanala
Streptocarpus tanala är en tvåhjärtbladig växtart som beskrevs av Jean-Henri Humbert. Streptocarpus tanala ingår i släktet Streptocarpus och familjen Gesneriaceae. Inga underarter finns listade i Catalogue of Life.